# Willi Tokarev
Pour les articles homonymes, voir Tokarev.
Willi Tokarev, né Vilen Ivanovitch Tokarev  (en russe : Виле́н Ива́нович То́карев), le 11 novembre 1934 dans l'oblast autonome adyguéen et mort le 4 août 2019 à Moscou, est un poète, auteur et interprète de chansons de genre populaire russe naturalisé américain. 

## Biographie
Tokarev nait dans le Caucase du Nord en 1934. Ses parents, qui étaient d'origine cosaque, l'ont prénommé Vilen, abréviation de Vladimir Ilitch Lénine.  
Il a reçu une éducation musicale secondaire, diplômé d'une école de musique au sein du Conservatoire Rimski-Korsakov de Saint-Pétersbourg, dans la classe de contrebasse. 
Pendant ses études, il travaille dans l'Orchestre d'Anatoly Kroll, dans l'ensemble de jazz symphonique de Jean Tatlyan, dans l'ensemble de jazz de Boris Rychkov, comme accompagnateur de le chanteuse georgienne Gyulli Chokheli. Plus tard, il travaille dans l'ensemble Droujba d'Alexander Bronevitsky dont la soliste fut Edita Piekha. 
Il a émigré de l'Union soviétique aux États-Unis en 1974.
Tokarev a interprété ses chansons dans le genre musical connu comme chanson russe.
Son album V Shumnom Balagane de 1981 l'a rendu célèbre parmi les immigrés soviétiques aux États-Unis et plus tard en Union soviétique. Il est devenu extrêmement populaire dans les années 1980 après que des cassette audio avec ses chansons sur la vie des Américains russophones dans la région de Brighton Beach ont commencé à être introduites en contrebande vers l'Union soviétique. Au total, Tokarev a sortira 50 albums.
À la suite des réformes de Mikhaïl Gorbatchev, Tokarev a commencé à se rendre à l'Union soviétique en 1989-1990. Il s'est ensuite installé à Moscou de façon permanente.
Au cours d'une grave maladie début 2019, il a continué à donner des concerts et apparaître à la télévision, le dernier tournage a eu lieu en mars 2019. Il est décédé d'un cancer de la prostate, le 4 août 2019 à l'âge de 84 ans, dans l'unité de soins intensifs d'une clinique de Moscou. Il est enterré au cimetière Kalitnikovskoïé de Moscou.